# Olympische Sommerspiele 2012/Boxen – Bantamgewicht (Männer)
Der Boxwettbewerb im Bantamgewicht der Männer (bis 56 kg) bei den Olympischen Spielen 2012 in London wurde vom 28. Juli bis zum 11. August 2012 im Exhibition Centre London ausgetragen. 28 Boxer nahmen teil.
Der Wettbewerb wurde im K.-o.-System ausgetragen. Begonnen wurde mit der 1. Runde, die 32 Startplätze umfasste. Da sich nur 28 Boxer qualifizierten, wurden vier Athleten Freilose zugelost. Die Gewinner kamen ins Achtelfinale, Viertelfinale und Halbfinale. Die Gewinner der Halbfinals kämpften um die Goldmedaille, beide Verlierer erhielten die Bronzemedaille.

## Titelträger
| Olympiasieger | Enchbatyn Badar-Uugan ( Mongolei) | Peking 2008                      |
| Weltmeister   | Lázaro Álvarez ( Kuba)            | Baku 2011 (dort im Federgewicht) |

## 1. Runde
28. Juli 2012
| Boxer 1         | Ergebnis                               | Boxer 2         |
| --------------- | -------------------------------------- | --------------- |
| L. Álvarez      | Freilos                                |                 |
| J. Diaz         | 19 - 9                                 | P. Ischtschenko |
| S. Wodopjanow   | 12 - 5                                 | A. Melián       |
| R. de Jesus     | 13 - 7                                 | O. Schajimow    |
| J. J. Nevin     | 21 - 6                                 | D. Ceylan       |
| K. Abutalipov   | 15 - 7                                 | W. Salamana     |
| S. Thapa        | 9 - 14                                 | Ó. Valdez       |
| A. Junussow     | Freilos                                |                 |
| L. Campbell     | Freilos                                |                 |
| J. Matheus      | 7 - 18                                 | V. Parrinello   |
| I. Balla        | 16 - 16 Entscheidung durch Hilfspunkte | A. Lbida        |
| A. Sonjica      | 6 - 15                                 | D. Dalakliew    |
| M. Turkadse     | Turkadse trat nicht an                 | M. A. Ouadahi   |
| W. Encarnación  | 15 - 6                                 | R. Lemboumba    |
| I. Dogboe       | 9 - 10                                 | S. Shimizu      |
| M. Abdulhamidov | Freilos                                |                 |

## Achtelfinale
1. August 2012
| Boxer 1       | Ergebnis                     | Boxer 2         |
| ------------- | ---------------------------- | --------------- |
| L. Álvarez    | 21 - 15                      | J. Diaz         |
| S. Wodopjanow | 11 - 13                      | R. de Jesus     |
| J. J. Nevin   | 15 - 10                      | K. Abutalipov   |
| Ó. Valdez     | 13 - 7                       | A. Junussow     |
| L. Campbell   | 11 - 9                       | V. Parrinello   |
| I. Balla      | 10 - 14                      | D. Dalakliew    |
| M. A. Ouadahi | 16 - 10                      | W. Encarnación  |
| S. Shimizu    | Abbruch durch Schiedsrichter | M. Abdulhamidov |

Abdulhamidov wurde in der letzten Runde seines Kampfes gegen Shimizu sechs Mal zu Boden geschlagen. Erst danach wurde der Kampf durch den turkmenischen Schiedsrichter Ishanguly Meretnyyazov abgebrochen. Er wurde wegen seines Fehlverhaltens durch die AIBA von den Spielen ausgeschlossen.

## Viertelfinale
5. August 2012
| Boxer 1       | Ergebnis | Boxer 2      |
| ------------- | -------- | ------------ |
| L. Álvarez    | 16 - 11  | R. de Jesus  |
| J. J. Nevin   | 19 - 13  | Ó. Valdez    |
| L. Campbell   | 16 - 15  | D. Dalakliew |
| M. A. Ouadahi | 15 - 17  | S. Shimizu   |

## Halbfinale
10. August 2012
| Boxer 1     | Ergebnis | Boxer 2     |
| ----------- | -------- | ----------- |
| L. Álvarez  | 14 - 19  | J. J. Nevin |
| L. Campbell | 20 - 11  | S. Shimizu  |

## Finale

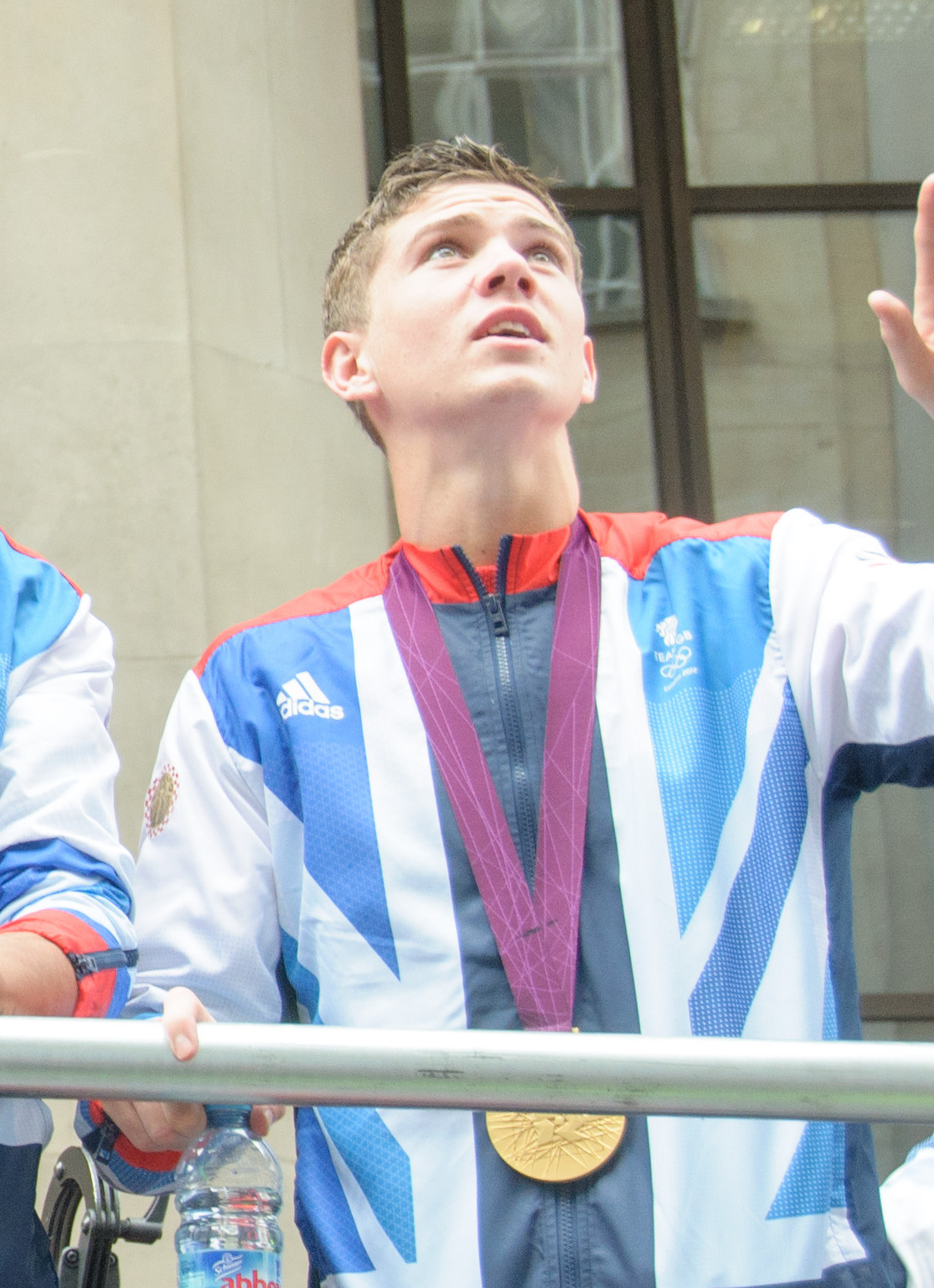
Luke Campbell (GBR), Olympiasieger

11. August 2012, 21:45 Uhr (MESZ)
| Boxer 1     | Ergebnis | Boxer 2     |
| ----------- | -------- | ----------- |
| J. J. Nevin | 11 - 14  | L. Campbell |

## Medaillen
Mit John Joe Nevin gewann erstmals ein Ire eine Medaille im Bantamgewicht.
| Platz | Name            | Nation                 |
| ----- | --------------- | ---------------------- |
| 01    | Luke Campbell   | Vereinigtes Königreich |
| 02    | John Joe Nevin  | Irland                 |
| 03    | Lázaro Álvarez  | Kuba                   |
| 03    | Satoshi Shimizu | Japan                  |